# Atomico
Atomico är ett riskkapitalbolag baserat i London, grundat av Niklas Zennström som är vd och partner.